# 登別市

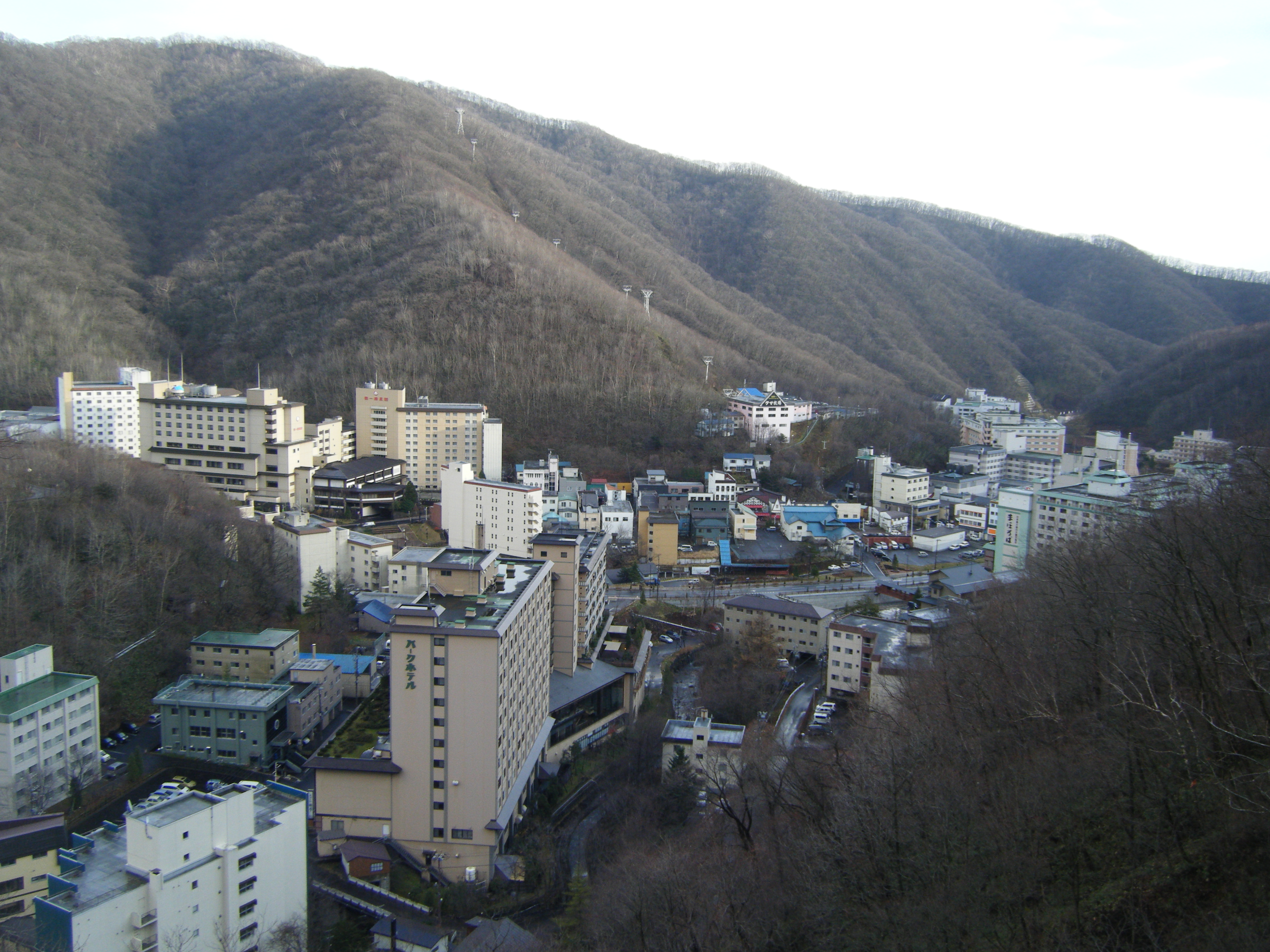
登別温泉

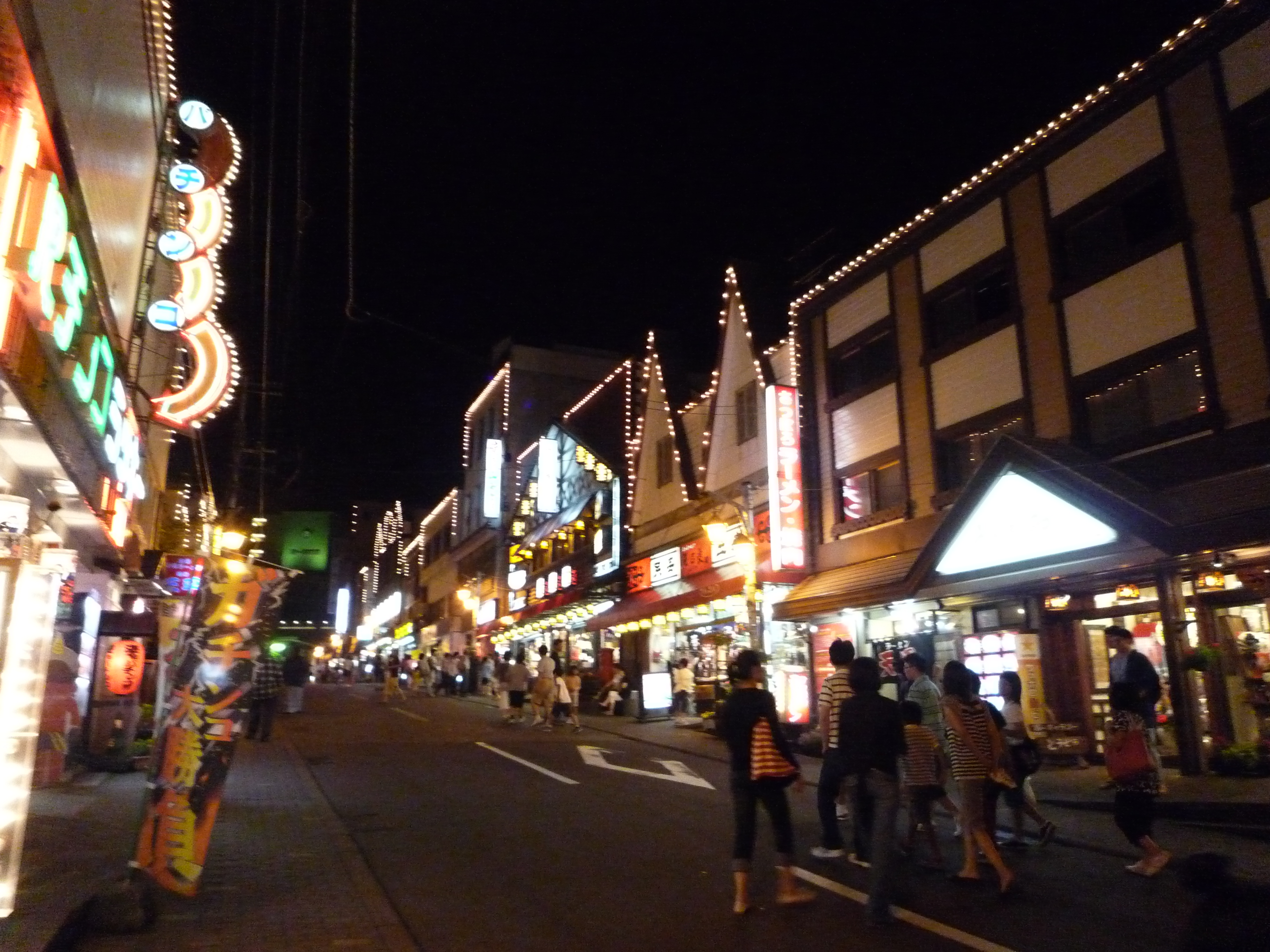
登別温泉街

登別市（のぼりべつし）は、北海道中南部（道央地方）に位置し、胆振総合振興局に属する市。

## 概要
1869年（明治2年）、太政官布告により仙台藩白石城主の片倉邦憲に幌別郡支配を命じ、翌年に片倉旧臣・職人が移住してきたのが登別市のはじまりである。北海道有数の温泉地である登別温泉は江戸時代から知られており、最上徳内著の『蝦夷草紙』にも記されている。市東部の登別温泉・カルルス温泉がある地域は支笏洞爺国立公園となっており、「観光都市」としての色合いが強い。丘陵地では酪農も行っている。一方、市中西部は室蘭市からの市街地が続いており、「工業都市」の一翼を担っている。

### 地名の由来
市名はアイヌ語の「ヌプㇽ・ペッ」（ラテン文字表記：nupur-pet 色の濃い・川）に由来しており、これは石灰質の温泉が川に流れ込んで川の色が白く濁っていることによるものである。

## 地理
東南部の海岸沿いに平地があり、内陸部は台地と丘陵地・山地になっている。海岸線のほとんどは砂浜で、北東部にある蘭法華岬周辺や南西端の鷲別岬周辺に岩地がある。日和山は活火山で湯気を上げており、付近は気象庁の常時観測火山「倶多楽（登別火山）」となっている。キウシト湿原は環境省による「日本の重要湿地500」に選定されている。

### 地形

#### 山地
主な山
- 来馬岳（1,040.1 m）
- 鷲別岳（室蘭岳 911.0 m）
- 加車山（897.5 m）
- カムイヌプリ（750.1 m）
- 幌別岳（736.1 m）
- 四方嶺（クマ山 549.3 m）
- 日和山（377 m）
- ポントコ山（224 m）

#### 河川
主な川
- ポンアヨロ川
- 登別川
- クスリサンベツ川
- 岡志別川
- 胆振幌別川
- 来馬川
- 富岸川
- 鷲別川

#### 湖沼
主な湖
- 橘湖

主な沼
- 大湯沼

主な池
- 室蘭工業用水池（幌別ダム）

#### 海岸
主な岬
- 蘭法華岬
- 鷲別岬

#### 湿地
主な湿地
- キウシト湿原

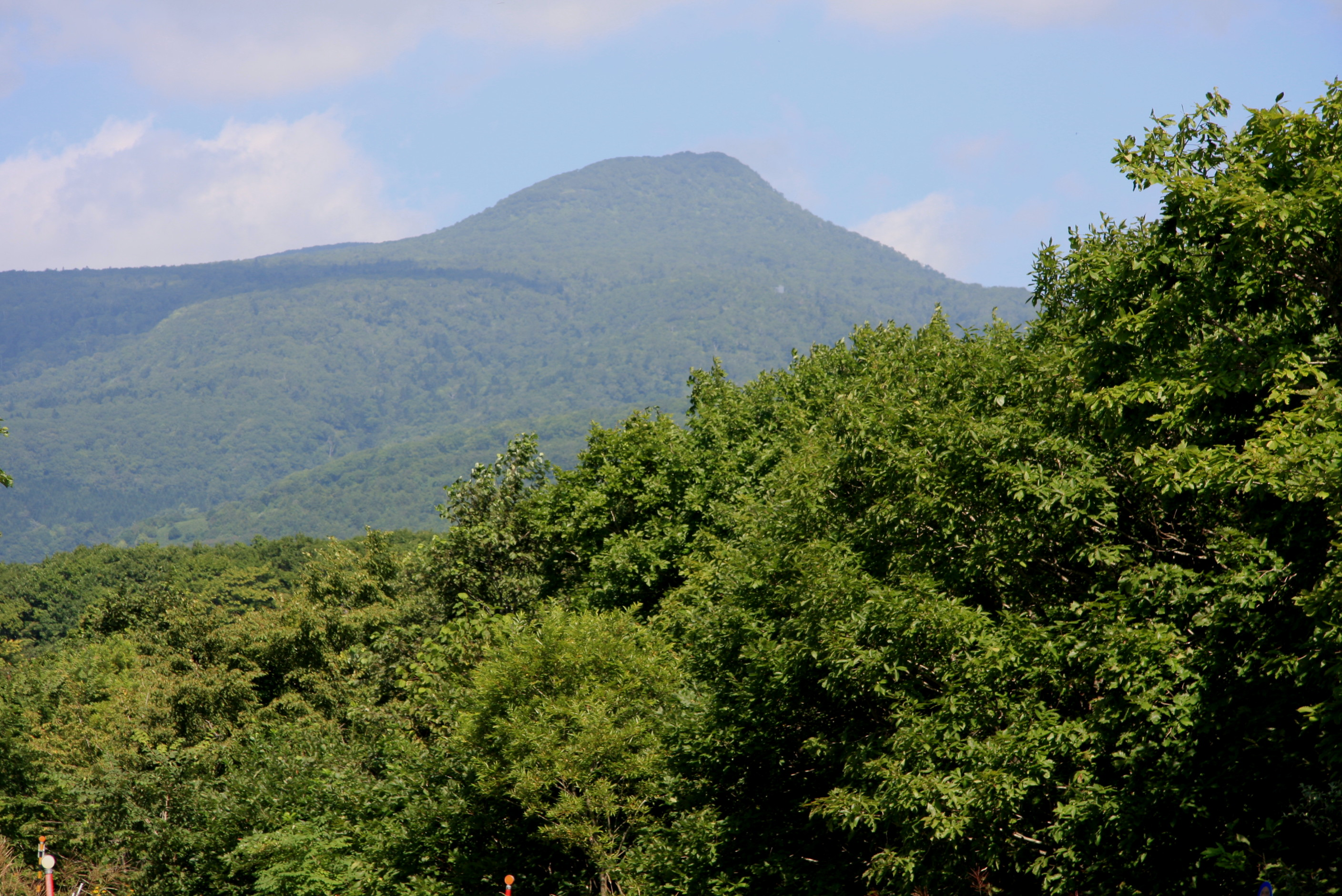
来馬岳（2012年8月）
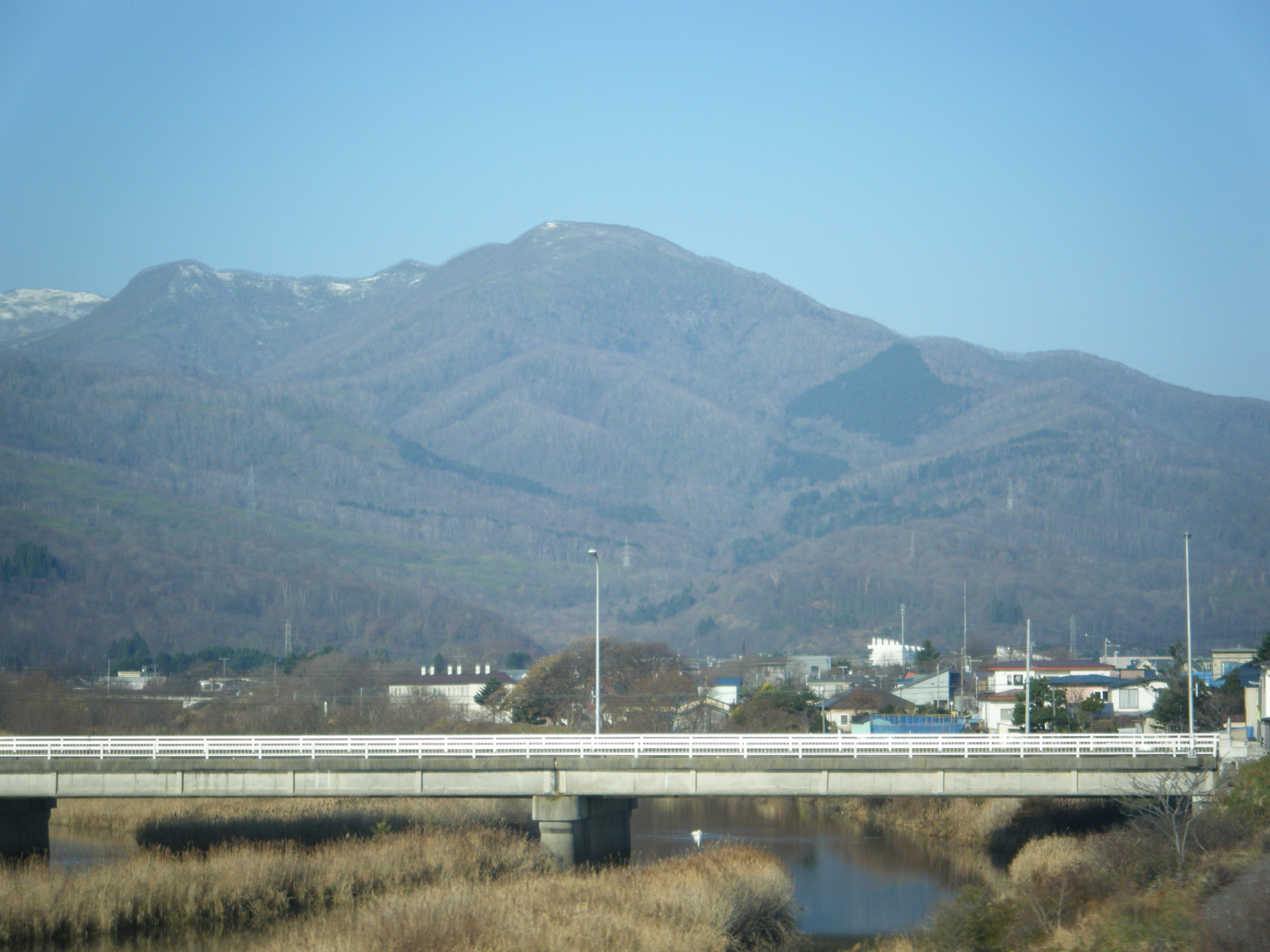
カムイヌプリ（2009年11月）
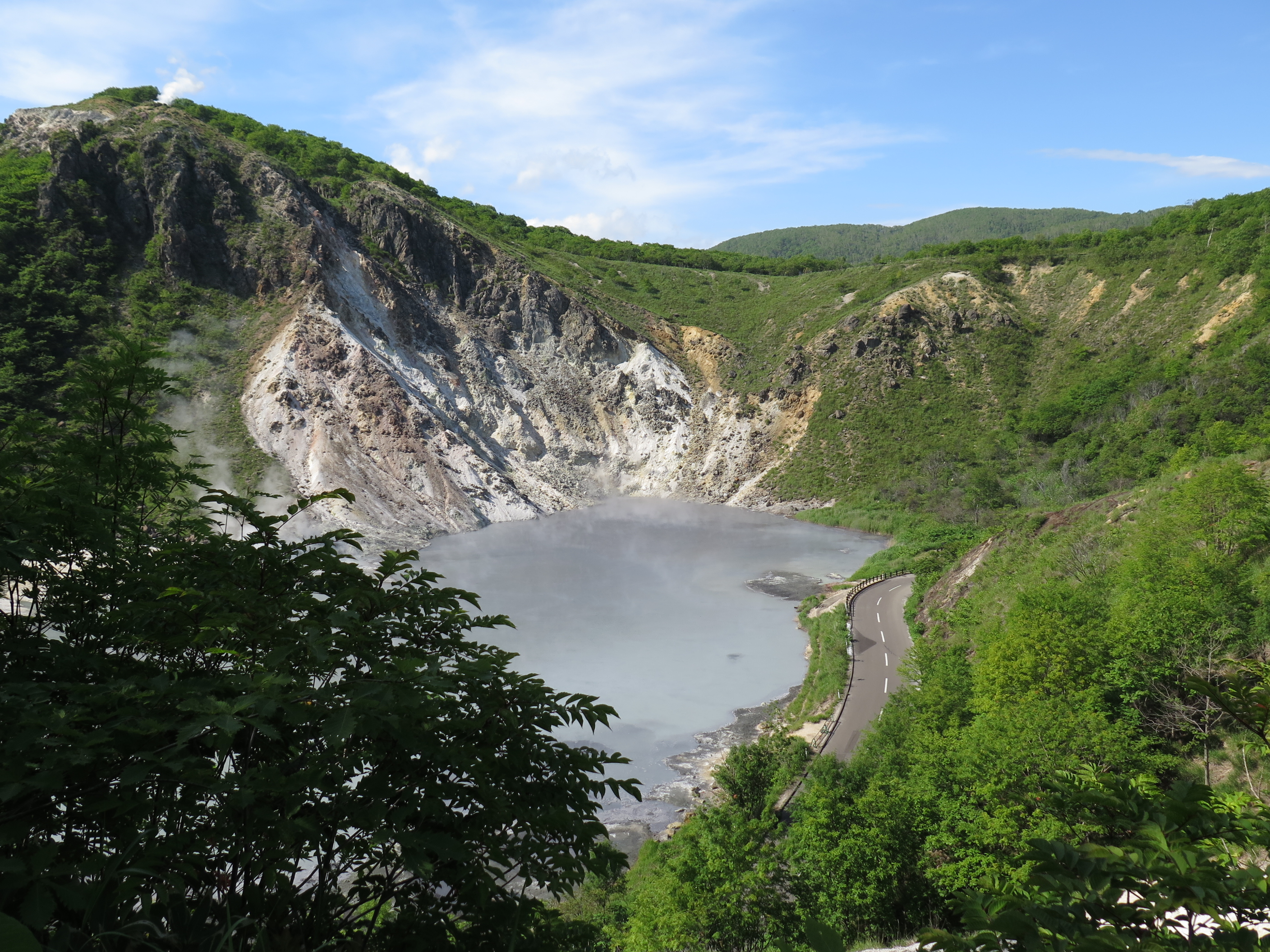
日和山と大湯沼（2014年6月）
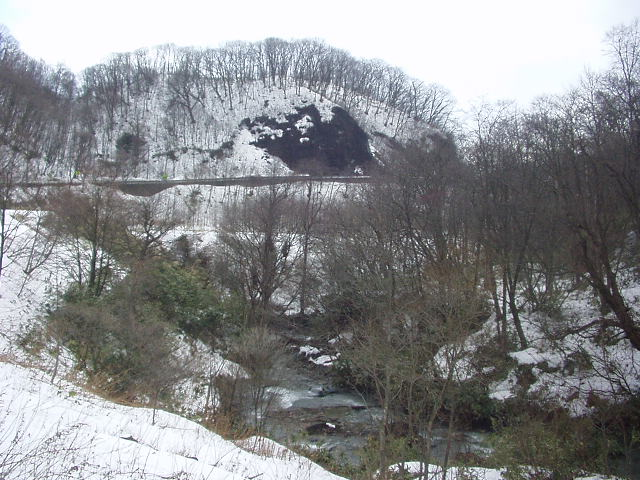
クスリサンベツ川（2004年3月）
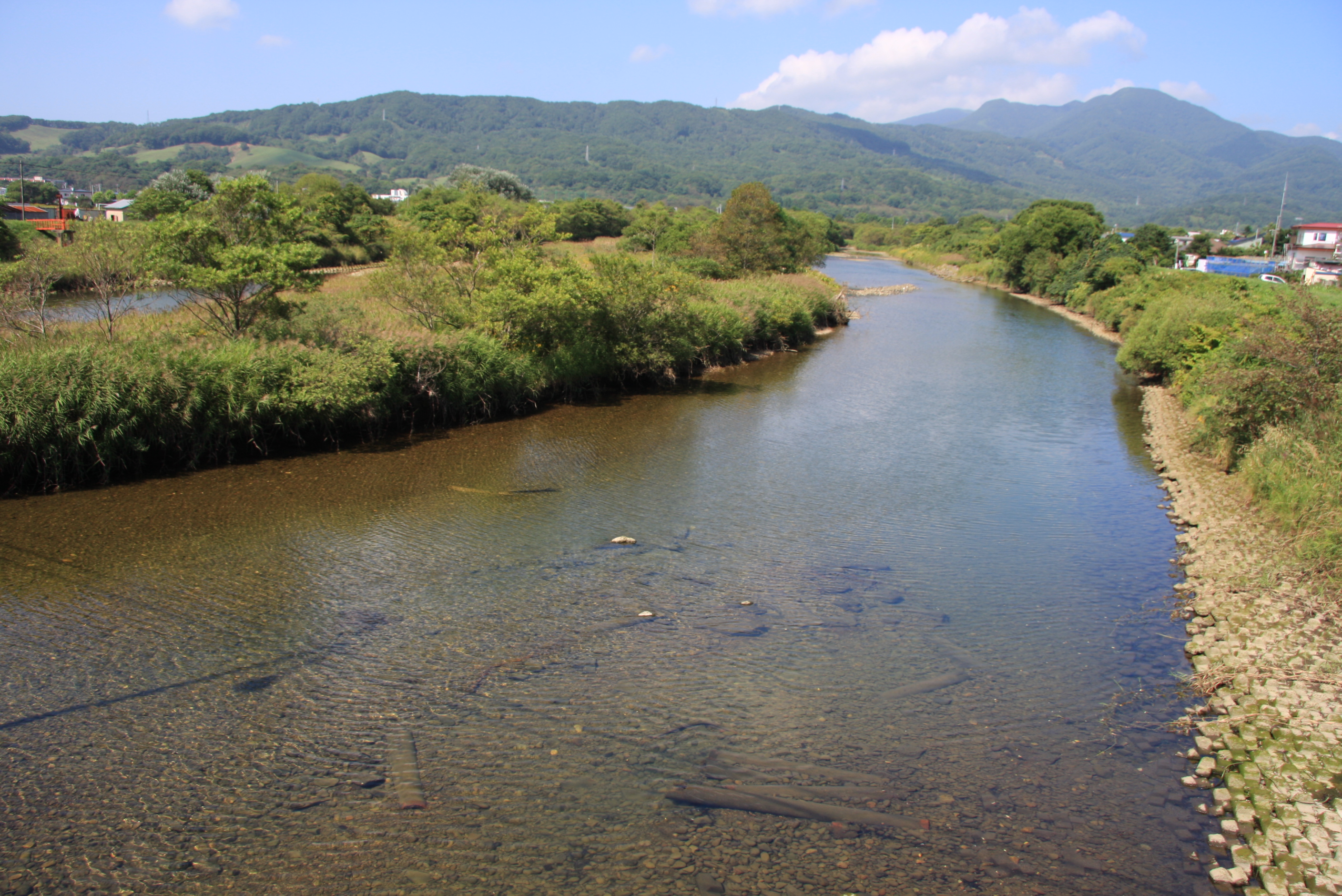
胆振幌別川（2012年8月）
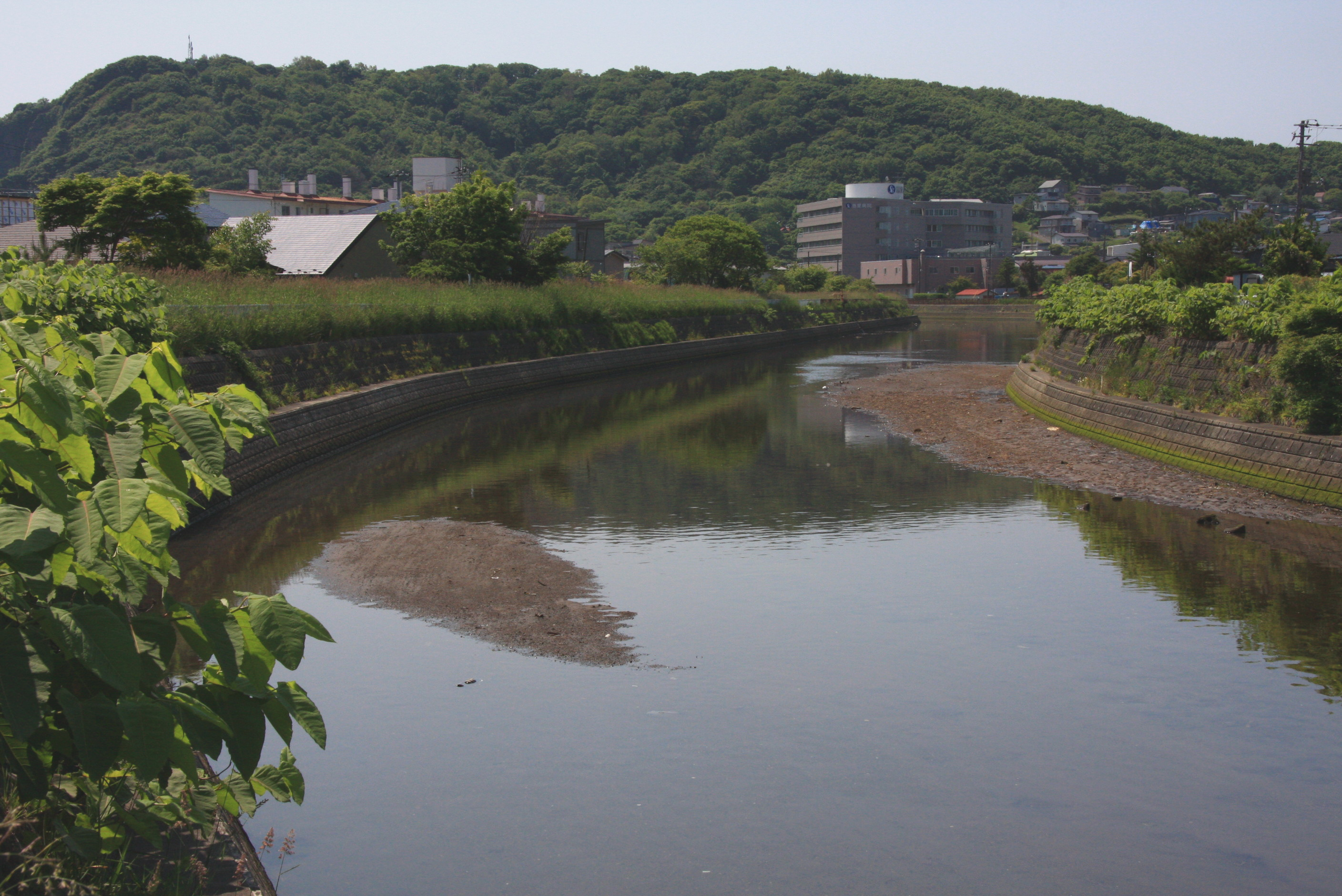
鷲別川（2012年6月）
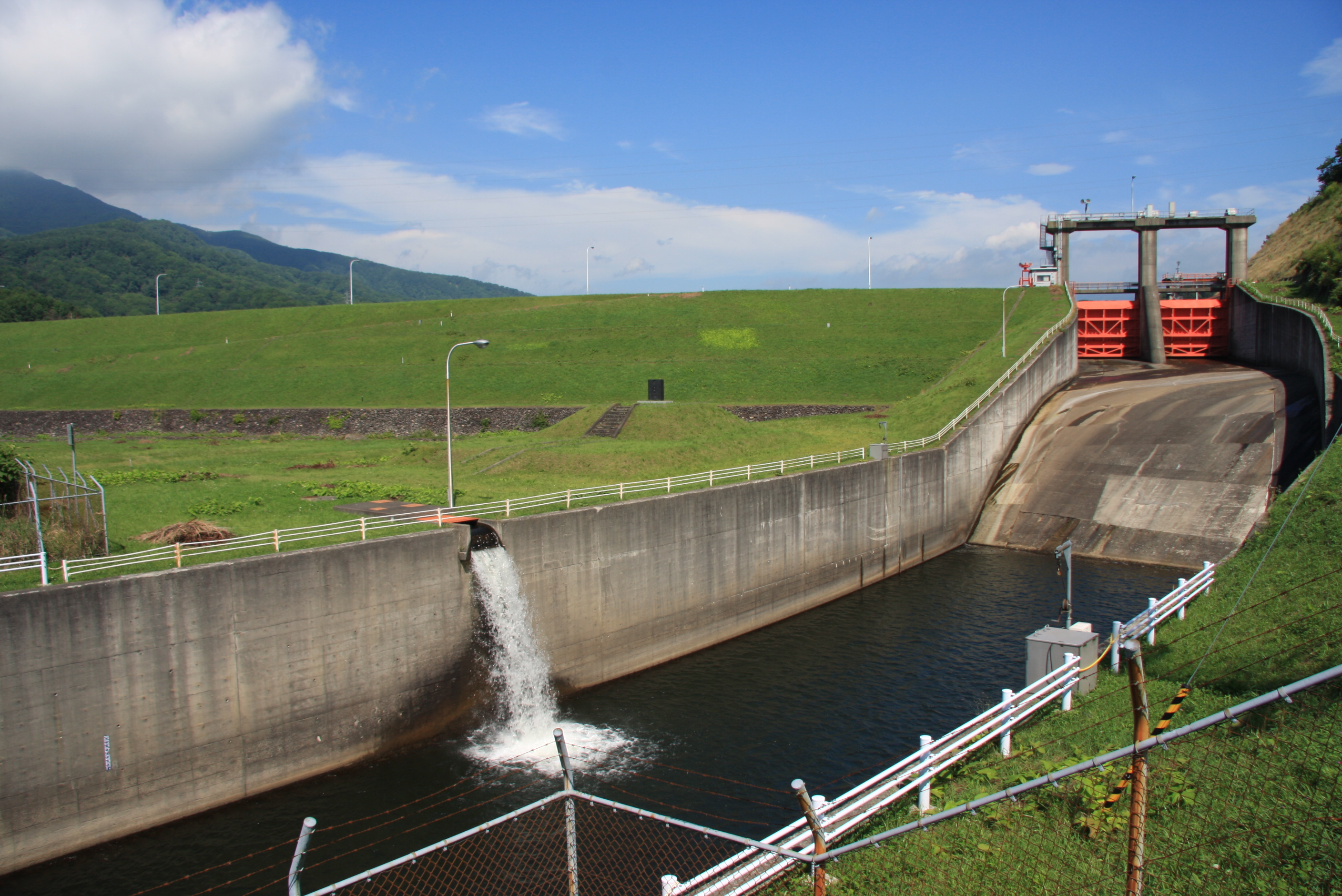
幌別ダム（2012年8月）
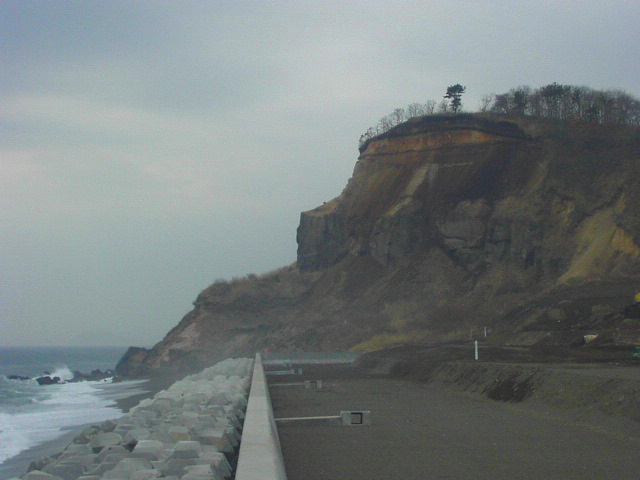
蘭法華岬（2004年3月）

### 気候
ケッペンの気候区分によると亜寒帯湿潤気候（Dfb）の気候型になる。1月の平均気温は-4.1℃で、8月の平均気温は19.6℃。年間平均気温は7.4℃。7・8月の盛夏でも気温が25度を超える夏日は少ない。冬は気温の日較差が少なく最低気温も-10℃以下になることはほとんどない。北海道の中では比較的温暖で雪が少ない地域となっている。ただ、山間部のカルルス地区は雨量が多く、降り始めからの降水量の多さは北海道内有数となっている。
| 登別（1991年 - 2020年）の気候      | 登別（1991年 - 2020年）の気候 | 登別（1991年 - 2020年）の気候 | 登別（1991年 - 2020年）の気候 | 登別（1991年 - 2020年）の気候 | 登別（1991年 - 2020年）の気候 | 登別（1991年 - 2020年）の気候 | 登別（1991年 - 2020年）の気候 | 登別（1991年 - 2020年）の気候 | 登別（1991年 - 2020年）の気候 | 登別（1991年 - 2020年）の気候 | 登別（1991年 - 2020年）の気候 | 登別（1991年 - 2020年）の気候 | 登別（1991年 - 2020年）の気候 |
| 月                                 | 1月                           | 2月                           | 3月                           | 4月                           | 5月                           | 6月                           | 7月                           | 8月                           | 9月                           | 10月                          | 11月                          | 12月                          | 年                            |
| ---------------------------------- | ----------------------------- | ----------------------------- | ----------------------------- | ----------------------------- | ----------------------------- | ----------------------------- | ----------------------------- | ----------------------------- | ----------------------------- | ----------------------------- | ----------------------------- | ----------------------------- | ----------------------------- |
| 最高気温記録 °C （°F）             | 9.1 (48.4)                    | 11.4 (52.5)                   | 15.0 (59)                     | 23.5 (74.3)                   | 29.4 (84.9)                   | 29.1 (84.4)                   | 34.3 (93.7)                   | 32.4 (90.3)                   | 30.3 (86.5)                   | 25.6 (78.1)                   | 21.0 (69.8)                   | 12.9 (55.2)                   | 34.3 (93.7)                   |
| 平均最高気温 °C （°F）             | −1.2 (29.8)                   | −0.6 (30.9)                   | 3.0 (37.4)                    | 9.3 (48.7)                    | 15.0 (59)                     | 18.3 (64.9)                   | 21.7 (71.1)                   | 23.3 (73.9)                   | 20.9 (69.6)                   | 15.0 (59)                     | 7.8 (46)                      | 1.0 (33.8)                    | 11.1 (52)                     |
| 日平均気温 °C （°F）               | −4.1 (24.6)                   | −3.8 (25.2)                   | −0.4 (31.3)                   | 5.1 (41.2)                    | 10.3 (50.5)                   | 14.0 (57.2)                   | 17.9 (64.2)                   | 19.6 (67.3)                   | 16.7 (62.1)                   | 10.8 (51.4)                   | 4.2 (39.6)                    | −1.9 (28.6)                   | 7.4 (45.3)                    |
| 平均最低気温 °C （°F）             | −7.3 (18.9)                   | −7.2 (19)                     | −3.8 (25.2)                   | 1.2 (34.2)                    | 6.1 (43)                      | 10.4 (50.7)                   | 15.0 (59)                     | 16.6 (61.9)                   | 12.8 (55)                     | 6.5 (43.7)                    | 0.6 (33.1)                    | −4.9 (23.2)                   | 3.8 (38.8)                    |
| 最低気温記録 °C （°F）             | −18.1 (−0.6)                  | −19.4 (−2.9)                  | −14.5 (5.9)                   | −8.5 (16.7)                   | −2.0 (28.4)                   | 0.1 (32.2)                    | 6.7 (44.1)                    | 7.7 (45.9)                    | 2.9 (37.2)                    | −2.1 (28.2)                   | −9.9 (14.2)                   | −14.1 (6.6)                   | −19.4 (−2.9)                  |
| 降水量 mm （inch）                 | 53.8 (2.118)                  | 53.5 (2.106)                  | 75.8 (2.984)                  | 110.1 (4.335)                 | 167.0 (6.575)                 | 183.0 (7.205)                 | 251.7 (9.909)                 | 297.9 (11.728)                | 259.3 (10.209)                | 176.1 (6.933)                 | 113.2 (4.457)                 | 70.0 (2.756)                  | 1,811.2 (71.307)              |
| 降雪量 cm （inch）                 | 127 (50)                      | 117 (46.1)                    | 94 (37)                       | 19 (7.5)                      | 0 (0)                         | 0 (0)                         | 0 (0)                         | 0 (0)                         | 0 (0)                         | 0 (0)                         | 11 (4.3)                      | 82 (32.3)                     | 454 (178.7)                   |
| 平均降水日数 （≥1.0 mm）           | 9.4                           | 9.4                           | 10.8                          | 10.4                          | 11.2                          | 11.0                          | 14.2                          | 14.6                          | 12.9                          | 12.5                          | 12.4                          | 10.8                          | 139.5                         |
| 平均月間日照時間                   | 109.6                         | 114.1                         | 157.6                         | 185.7                         | 192.8                         | 142.8                         | 111.4                         | 125.4                         | 150.1                         | 157.7                         | 117.4                         | 101.9                         | 1,666.5                       |
| 出典1：Japan Meteorological Agency |                               |                               |                               |                               |                               |                               |                               |                               |                               |                               |                               |                               |                               |
| 出典2：気象庁                      |                               |                               |                               |                               |                               |                               |                               |                               |                               |                               |                               |                               |                               |

| カルルス（1991年 - 2020年）の気候  | カルルス（1991年 - 2020年）の気候 | カルルス（1991年 - 2020年）の気候 | カルルス（1991年 - 2020年）の気候 | カルルス（1991年 - 2020年）の気候 | カルルス（1991年 - 2020年）の気候 | カルルス（1991年 - 2020年）の気候 | カルルス（1991年 - 2020年）の気候 | カルルス（1991年 - 2020年）の気候 | カルルス（1991年 - 2020年）の気候 | カルルス（1991年 - 2020年）の気候 | カルルス（1991年 - 2020年）の気候 | カルルス（1991年 - 2020年）の気候 | カルルス（1991年 - 2020年）の気候 |
| 月                                 | 1月                               | 2月                               | 3月                               | 4月                               | 5月                               | 6月                               | 7月                               | 8月                               | 9月                               | 10月                              | 11月                              | 12月                              | 年                                |
| ---------------------------------- | --------------------------------- | --------------------------------- | --------------------------------- | --------------------------------- | --------------------------------- | --------------------------------- | --------------------------------- | --------------------------------- | --------------------------------- | --------------------------------- | --------------------------------- | --------------------------------- | --------------------------------- |
| 降水量 mm （inch）                 | 100.5 (3.957)                     | 88.3 (3.476)                      | 116.5 (4.587)                     | 152.9 (6.02)                      | 216.4 (8.52)                      | 199.9 (7.87)                      | 267.6 (10.535)                    | 310.8 (12.236)                    | 341.9 (13.461)                    | 242.0 (9.528)                     | 186.5 (7.343)                     | 118.2 (4.654)                     | 2,353.5 (92.657)                  |
| 平均降水日数 （≥1.0 mm）           | 13.7                              | 12.2                              | 14.2                              | 12.1                              | 11.8                              | 10.6                              | 13.8                              | 14.9                              | 14.1                              | 14.5                              | 14.8                              | 14.6                              | 161.1                             |
| 出典1：Japan Meteorological Agency |                                   |                                   |                                   |                                   |                                   |                                   |                                   |                                   |                                   |                                   |                                   |                                   |                                   |
| 出典2：気象庁                      |                                   |                                   |                                   |                                   |                                   |                                   |                                   |                                   |                                   |                                   |                                   |                                   |                                   |

### 人口
| |                                        |  |
| 登別市と全国の年齢別人口分布（2005年） | 登別市の年齢・男女別人口分布（2005年） |  |
| ■紫色 ― 登別市 ■緑色 ― 日本全国 | ■青色 ― 男性 ■赤色 ― 女性              |  |
| 登別市（に相当する地域）の人口の推移 \| 1970年（昭和45年） \| 46,526人 \| \| \| 1975年（昭和50年） \| 50,885人 \| \| \| 1980年（昭和55年） \| 56,503人 \| \| \| 1985年（昭和60年） \| 58,370人 \| \| \| 1990年（平成2年） \| 55,571人 \| \| \| 1995年（平成7年） \| 56,892人 \| \| \| 2000年（平成12年） \| 54,761人 \| \| \| 2005年（平成17年） \| 53,135人 \| \| \| 2010年（平成22年） \| 51,540人 \| \| \| 2015年（平成27年） \| 49,625人 \| \| \| 2020年（令和2年） \| 46,391人 \| \| |                                        |  |
| 総務省統計局 国勢調査より |                                        |  |
| 1970年（昭和45年） | 46,526人                               |  |
| 1975年（昭和50年） | 50,885人                               |  |
| 1980年（昭和55年） | 56,503人                               |  |
| 1985年（昭和60年） | 58,370人                               |  |
| 1990年（平成2年） | 55,571人                               |  |
| 1995年（平成7年） | 56,892人                               |  |
| 2000年（平成12年） | 54,761人                               |  |
| 2005年（平成17年） | 53,135人                               |  |
| 2010年（平成22年） | 51,540人                               |  |
| 2015年（平成27年） | 49,625人                               |  |
| 2020年（令和2年） | 46,391人                               |  |

### 隣接する自治体
胆振総合振興局
- 室蘭市
- 伊達市
- 有珠郡壮瞥町
- 白老郡白老町

## 歴史
「NOBORIBETSU GUIDEBOOK きらり登別」参照
江戸時代には松前藩によって「ホロベツ場所」が開かれ、1838年（天保9年）には岡田半兵衛が場所請負人となった。1845年（弘化2年）に松浦武四郎が現在の登別温泉を初めて立ち寄り、1857年（安政4年）になると岡田半兵衛が登別温泉までの新道を私費で整備し、翌年に湯治止宿小屋を建てた。また、同年には滝本金蔵がホロベツに移住した。

### 沿革
。
- 1869年（明治02年）：太政官布告により、仙台藩白石城主の片倉邦憲に幌別郡の支配を命ずる。
- 1870年（明治03年）：片倉家の第1陣として、黒澤源一郎友清・桐軍治・榛澤蔵松・杉山与一郎らによって鷲別の開拓がはじまる。
- 1871年（明治04年）：刈田神社創建。
- 1873年（明治06年）：村名布告により、幌別郡は登別村・幌別村・鷲別村の3村となる。札幌本道の開通に伴い、駅逓所開設。
- 1874年（明治07年）：幌別郡各村に戸長役場設置。
- 1876年（明治09年）：大小区制により、鷲別村、富岸村、幌別村、蘭法華村、登別村の5村となる。
- 1879年（明治12年）：大小区制廃止に伴い、室蘭分署に代わり幌別に室蘭外3郡役所として役所開庁。
- 1880年（明治13年）：「郡区町村編制法」により、幌別・登別・鷲別の3村を「幌別村外2村」とし、戸長役場を幌別に設置。
- 1886年（明治19年）：日野愛憙（ひのあいき）が屯田兵用地測量の技師を案内中にペンケユに温泉を発見（後のカルルス温泉）。
- 1887年（明治20年）：室蘭警察署の分署を幌別に設置。
- 1888年（明治21年）：幌別郡各村戸長役場、室蘭外2村戸長を廃止。鷲別に戸長役場設置。
- 1889年（明治22年）：日野愛憙の養子である日野久橘（ひのきゅうきつ）がペンケユの温泉開発開始。
- 1891年（明治24年）：滝本金蔵が登別温泉までの道路整備。
- 1892年（明治25年）：北海道炭礦鉄道室蘭線開通し、登別駅、幌別駅開設。
- 1897年（明治30年）：室蘭郡廃止し、室蘭支庁設置（室蘭・有珠・虻田・幌別・白老・勇払の6郡を所管）。
- 1899年（明治32年）：地獄谷や大湯沼で硫黄の採掘開始。
- 1901年（明治34年）：鷲別村の一部を室蘭郡輪西村（現在の室蘭市）へ分離。
- 1905年（明治38年）：登別温泉とカルルス温泉が、傷病兵の療養地指定。登別に巡査駐在所、登別温泉に巡査派出所設置。
- 1906年（明治39年）：小田良治が旭杭（幌別鉱山）開き、金銀銅鉱の採掘・精錬業開始（1973年閉山）。
- 1908年（明治41年）：川又兵吉が鉱泉発見（川又温泉）。
- 1915年（大正04年）：登別温泉軌道が馬車鉄道開業（1933年廃止）。
- 1919年（大正08年）：幌別村・登別村・鷲別村が合併し、二級町村となる幌別村（ほろべつむら）誕生。
- 1924年（大正13年）：登別原始林が内務省よる「天然記念物」指定[10]。
- 1927年（昭和02年）：登別温泉が「日本百景」選定[11]。
- 1934年（昭和09年）：これまでの大字・小字が15字に編成された。
- 1942年（昭和17年）：日本製鐵輪西製鉄所（現在の日本製鉄室蘭製鉄所）社宅1,450戸建設開始。
- 1946年（昭和21年）：幌別村役場登別温泉出張所設置。幌別村が指定村から普通村へ昇格。
- 1949年（昭和24年）：旭コンクリート工業（現在の北海道コンクリート工業）登別工場操業開始。登別地域が「支笏洞爺国立公園」指定。幌別村消防本部（現在の登別市消防本部）設置。
- 1951年（昭和26年）：町制施行し、幌別町となる。北海道曹達幌別事業所操業開始。
- 1953年（昭和28年）：幌別駐屯地開設。
- 1954年（昭和29年）：昭和天皇、香淳皇后の行幸啓。登別温泉に宿泊。東小学校などを訪問[12]。
- 1957年（昭和32年）：カルルス温泉が北海道内第1号となる「国民保養温泉地」指定。
- 1958年（昭和33年）：のぼりべつクマ牧場オープン。
- 1961年（昭和36年）：町名を登別町と改称。
- 1963年（昭和38年）：北海道登別高等学校（2007年閉校）、室蘭第2大谷高等学校（登別大谷高等学校）開校（2013年閉校）。カルルススキー場（現在のカルルス温泉サンライバスキー場）完成。
- 1964年（昭和39年）：『登別地獄まつり』初開催。
- 1966年（昭和41年）：登別温泉が「新日本旅行地100選」選定。
- 1968年（昭和43年）：胆振幌別川に室蘭工業用水池（幌別ダム）完工。
- 1970年（昭和45年）：市制施行し登別市となる。同時に幌別郡が消滅。
- 1972年（昭和47年）：『登別温泉湯まつり』初開催。登別温泉が群馬県草津温泉と「姉妹温泉」提携[13]。
- 1974年（昭和49年）：登別市総合体育館完成。
- 1975年（昭和50年）：イーストショップオープン[注 2]。
- 1977年（昭和52年）：有珠山噴火により大量の降灰を受ける。
- 1979年（昭和54年）：北海道登別南高等学校開校。
- 1981年（昭和56年）：登別市郷土資料館開館。
- 1982年（昭和57年）：日本工学院北海道専門学校開校。
- 1983年（昭和58年）：登別市民会館竣工。宮城県白石市と「姉妹都市」提携。
- 1985年（昭和60年）：道央自動車道（道央道）登別東IC開通。
- 1986年（昭和61年）：「国際観光レクリエーション都市」宣言。新登別大橋開通。道央道登別室蘭IC開通。
- 1988年（昭和63年）：オロフレトンネル開通。
- 1989年（平成元年）：『第44回国民体育大会』（はまなす国体）バドミントン競技会開催[15]。
- 1990年（平成02年）：登別マリンパークニクスオープン。
- 1992年（平成04年）：登別伊達時代村オープン。天華園オープン（1999年閉鎖）。
- 1993年（平成05年）：パロマ北海道工場完成。国道36号幌別バイパス開通。
- 1994年（平成06年）：登別サティ（現在のイオン登別店）オープン。川上公園野球場完成。ショッピングセンター アーニスオープン。
- 1997年（平成09年）：岡志別の森運動公園野球場完成（1998年にテニスコート・パークゴルフ場完成）。
- 2000年（平成12年）：登別市クリンクルセンター（ごみ処理施設）供用開始。
- 2001年（平成13年）：「登別地獄谷の湯けむり」として環境省による「かおり風景100選」選定[16]。キウシト湿原が環境省による「日本の重要湿地500」選定[5]。
- 2002年（平成14年）：登別市ネイチャーセンターふぉれすと鉱山オープン。中国広東省広州市と「友好交流促進都市」盟約調印（2012年「友好都市」締結）。アスファルト合材製造の共同企業体「イブリアスコン」設立。
- 2004年（平成16年）：登別市民プール「らくあ」オープン。「登別温泉地獄谷」として「北海道遺産」選定[17]。
- 2005年（平成17年）：統合校となる北海道登別青嶺高等学校開校。
- 2006年（平成18年）：アメリカ合衆国自治領サイパン市と「友好都市」締結。
- 2007年（平成19年）：中高一貫校となる北海道登別明日中等教育学校開校。のぼりべつ文化交流館「カント・レラ」オープン（冬季閉館）。デンマークファボー・ミッドフュン市と「友好都市」締結。
- 2009年（平成21年）：ホッカイドウ競馬の場外発売所「Aiba登別室蘭」開所[18]。
- 2011年（平成23年）：国道36号虎杖浜トンネル開削事業完了し、全面開通。宮城県白石市・神奈川県海老名市と「トライアングル交流宣言」に調印。
- 2012年（平成24年）：暴風雪により市内の鉄塔が倒壊し送電線が断線したため、登別・室蘭市内の地域で大規模な停電発生[19][20]。
- 2014年（平成26年）：北海道道782号上登別室蘭線（若山地区）の拡幅改良事業完了[21]。日本貨物鉄道（JR貨物）鷲別機関区廃止[22]。
- 2015年（平成27年）：神奈川県海老名市と「姉妹都市」締結[23]。
- 2016年（平成28年）：札幌市白石区との「登別市・札幌市白石区交流宣言」に署名。
- 2020年（令和2年）：市制施行50周年

## 政治

### 行政

#### 役所
- 登別市役所
  - 登別温泉支所
  - 鷲別支所
    - 鷲別支所若草分室

#### 市長
歴代市長
| 代   | 名前       | 就任日                    | 退任日                    | 備考                                               |
| ---- | ---------- | ------------------------- | ------------------------- | -------------------------------------------------- |
| 初代 | 高田忠雄   | 1970年（昭和45年）8月1日  | 1975年（昭和50年）3月16日 | 1967年（昭和42年）5月1日から町長として任務していた |
| 2代  | 田村仙一郎 | 1975年（昭和50年）4月27日 | 1979年（昭和54年）4月26日 |                                                    |
| 3代  | 中浜元三郎 | 1979年（昭和54年）4月27日 | 1988年（昭和63年）7月21日 | 市役所で発生した汚職事件の責任をとるとして辞職     |
| 4代  | 上野晃     | 1988年（昭和63年）8月28日 | 2008年（平成20年）8月27日 |                                                    |
| 5代  | 小笠原春一 | 2008年（平成20年）8月28日 |                           |                                                    |

#### 市民憲章
登別市民憲章

### 議会

#### 市議会
「登別市議会」参照

| 議員定数 - 19名 議会 - 定例会 - 年4回（概ね3月・6月・9月・12月開催） - 臨時会 委員会 - 議会運営委員会 - 常任委員会 - 総務・教育委員会 - 生活・福祉委員会 - 観光・経済委員会 - 広聴・公開編集委員会 - 予算・決算委員会 - 議会運営委員会 | 会派 \| 会派名 \| 人数 \| \| ---------------- \| ---- \| \| 市民・前進 \| 7 \| \| 市政クラブ21 \| 6 \| \| 公明党 \| 3 \| \| 日本共産党 \| 2 \| \| 市民ネットワーク \| 1 \| |
| 会派名 | 人数 |
| 市民・前進 | 7 |
| 市政クラブ21 | 6 |
| 公明党 | 3 |
| 日本共産党 | 2 |
| 市民ネットワーク | 1 |

## 国家機関

### 国土交通省
- 北海道開発局室蘭開発建設部室蘭道路事務所

### 防衛省
自衛隊
- 陸上自衛隊幌別駐屯地

### 道の機関
- 北海道胆振家畜保健衛生所
- 胆振総合振興局室蘭建設管理部登別出張所

### 独立行政法人
- 地域医療機能推進機構登別病院

### 地方公営企業
- 北海道企業局室蘭地区工業用水道管理事務所

## 施設

### 警察
- 室蘭警察署新生交番、登別交番、登別東交番、登別温泉交番

### 消防
本部
- 登別市消防本部

消防署
- 登別市消防署
  - 登別温泉支署、登別支署、鷲別支署、幌別分遣所、富士分遣所、美園分遣所

### 医療
主な病院
- 地域医療機能推進機構登別病院

### 郵便局
主な郵便局
- 登別郵便局：幌別・鷲別・登別地区
- 登別温泉郵便局：登別温泉・カルルス地区

### 公共施設
| - 登別市民会館 - 登別市立図書館 - 登別市市民活動センター のぼりん - 登別市総合福祉センター しんた21 - 登別市老人福祉センター - 登別市労働福祉センター - 登別市婦人センター - 登別市郷土資料館 - 登別市ネイチャーセンターふぉれすと鉱山 - 登別温泉ふれあいセンター - 登別市鉄南ふれあいセンター - 登別市若草つどいセンター - 鷲別公民館 - 登別公民館 - 登別温泉公民館 - 登別市葬斎場 - 登別市クリンクルセンター | - 登別市総合体育館 - 登別市民プール らくあ - 登別市営陸上競技場 - 川上公園野球場 - 岡志別の森運動公園 - 野球場 - テニスコート - パークゴルフ場 |

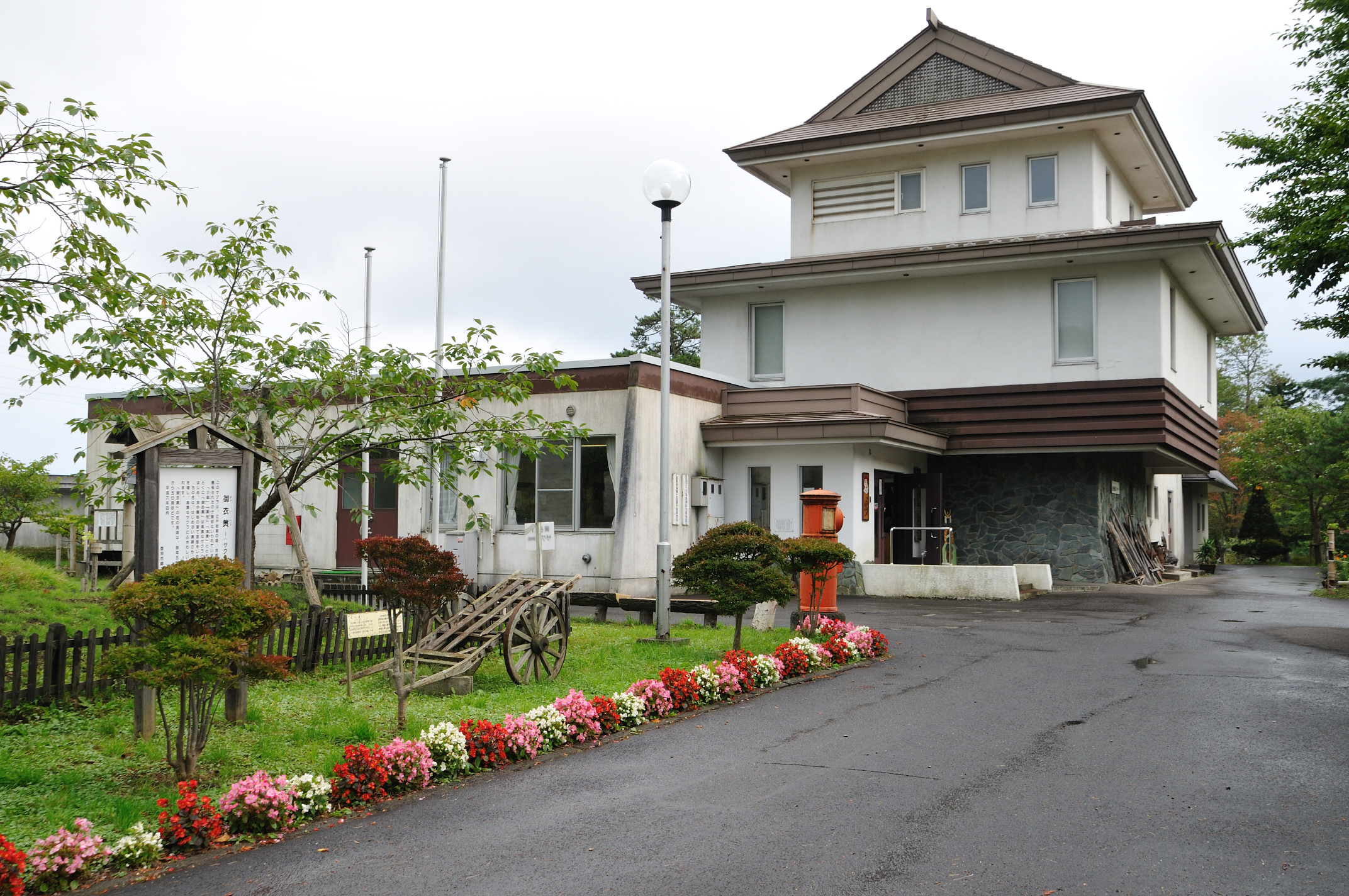
登別市郷土資料館（2009年9月）

## 対外関係

### 姉妹都市･提携都市

#### 海外
提携都市
- サイパン市（アメリカ合衆国 北マリアナ諸島）
2006年（平成18年）11月 - 友好都市提携締結[30]。
- フォボー＝ミトフューン市（デンマーク語版）（デンマーク王国 南デンマーク地域）
2007年（平成19年）6月 - 友好都市提携締結[30]。
- 広州市（中華人民共和国 広東省）
2012年（平成24年）11月 - 友好都市提携締結[30]。

#### 国内
姉妹都市
- 白石市（東北地方 宮城県）
1983年（昭和58年）10月 - 姉妹都市提携[31]・
- 海老名市（関東地方 神奈川県）
2015年（平成27年）5月18日 - 姉妹都市提携[31]。

## 経済
市東部は観光業・漁業・酪農が盛んであり、市中西部は海岸沿いを中心に製造業・建設業の工場が立地している。

### 組合
- いぶり中央漁業協同組合[32]
- 伊達市農業協同組合（JA伊達市）登別支所

### 第一次産業
- 漁業
- 酪農

### 第二次産業
- 製造業
- 建設業

### 第三次産業
- 観光業

#### 商業
- イオン北海道（イオングループ）
  - イオン登別店
  - マックスバリュ登別店
- 生活協同組合コープさっぽろ
  - のぼりべつ東店
  - のぼりべつ桜木店
  - しがイースト店
- ラルズ（アークスグループ）
  - ホームストア幌別店
  - ホームストアアーニス店
- トライアルカンパニー
  - スーパーセンタートライアル登別栄町店
- 登別中央ショッピングセンターアーニス

#### 物流
- ヤマト運輸千歳主管支店
  - 登別センター・登別東センター（室蘭センター・室蘭西センター併設）
- 佐川急便室蘭営業所（所在地は室蘭市）

### 登別市に拠点を置く主な企業
- イブリアスコン
- 第一滝本館
- 野口観光
- 登別グランドホテル

### 金融機関
- 北洋銀行登別支店
- 北海道銀行登別支店
- 室蘭信用金庫幌別支店、登別温泉支店、鷲別支店、登別支店、富士町支店、若草支店、イオン登別出張所
- 伊達信用金庫わしべつ支店
- JAバンク北海道（北海道信用農業協同組合連合会）JA伊達市 登別支所
- JFマリンバンク北海道（北海道信用漁業協同組合連合会）いぶり中央

## 情報･通信

### マスメディア

#### 新聞社
- 室蘭民報社中部支社

#### 放送局
ラジオ
- 室蘭まちづくり放送（FMびゅー）

#### 中継局
- 登別中継局

### 通信
- 市外局番は0143。室蘭市とは市内局番から電話をかけることができる。
- 市内局番は登別温泉地区は84、それ以外は50・80 - 83・85 - 88。

## 生活基盤

### ライフライン

#### 水道
- 登別温泉浄水場
- 幌別浄水場
- 千歳浄水場（室蘭市と共同使用）
- 若山浄化センター

## 教育

### 専修学校
私立
- 日本工学院北海道専門学校

### 高等学校
道立
- 北海道登別青嶺高等学校

### 中等教育学校
道立
- 北海道登別明日中等教育学校

### 中学校
市立
- 登別市立登別中学校
- 登別市立幌別中学校
- 登別市立西陵中学校
- 登別市立緑陽中学校
- 登別市立鷲別中学校

### 小学校
市立
- 登別市立登別小学校
- 登別市立幌別小学校
- 登別市立幌別西小学校
- 登別市立青葉小学校
- 登別市立富岸小学校
- 登別市立若草小学校
- 登別市立鷲別小学校

### 幼児教育

#### 保育所
- 登別保育所（幼保一元化施設 コロポックルの森）[33]
- 幌別東保育所[33]
- 富士保育所[33]
- 栄町保育所[33]
- 鷲別保育所[33]

#### 幼稚園
- 白雪幼稚園（幼保一元化施設 コロポックルの森）[34]
- 登別カトリック聖心幼稚園[34]
- 白菊幼稚園[34]
- リリー文化幼稚園[34]

### その他教育施設
- 登別市職業訓練センター（登別地方高等職業訓練校[35]）
- 室蘭総合自動車学校

## 交通

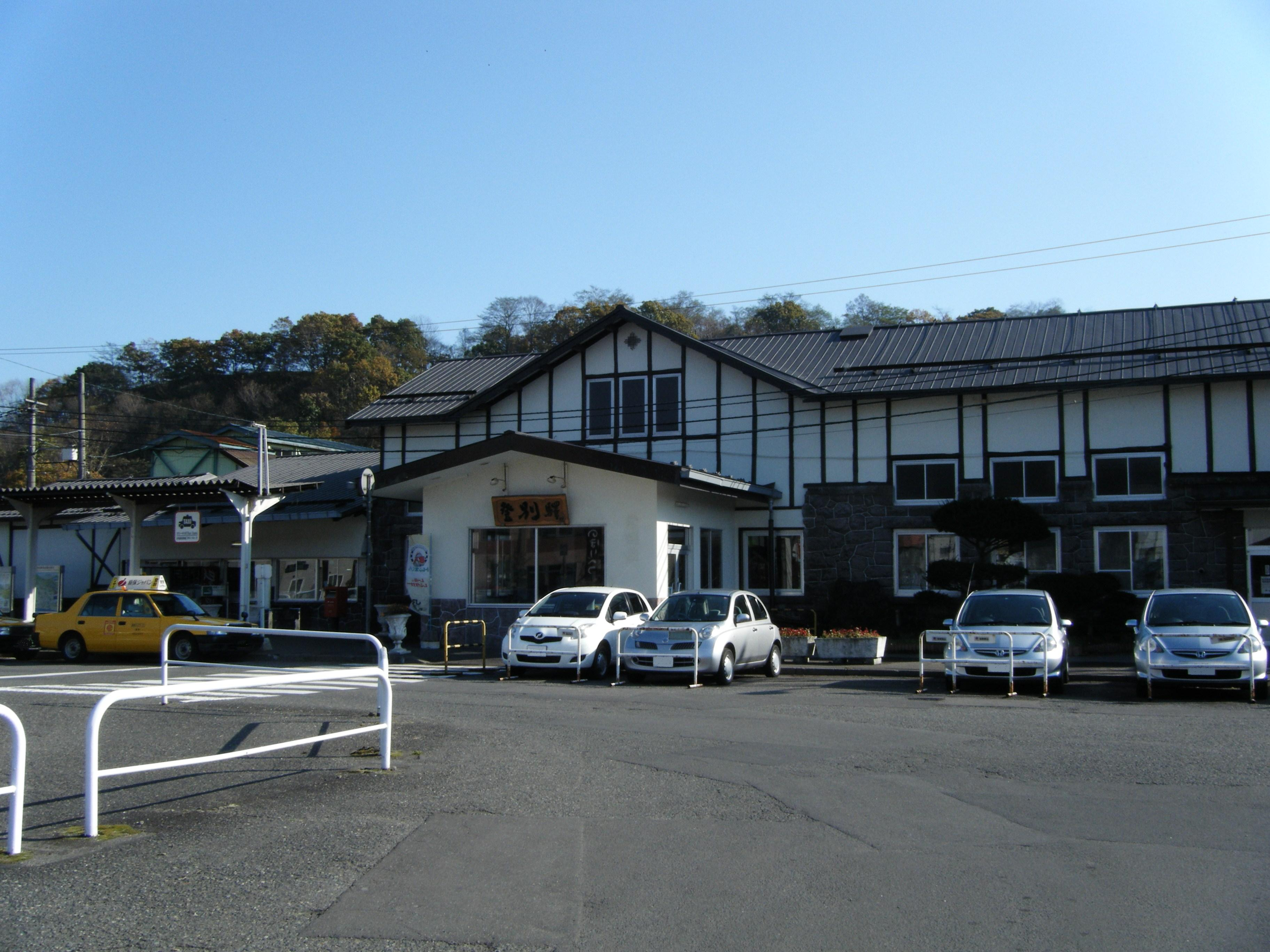
登別駅
登別温泉・カルルス温泉への最寄駅

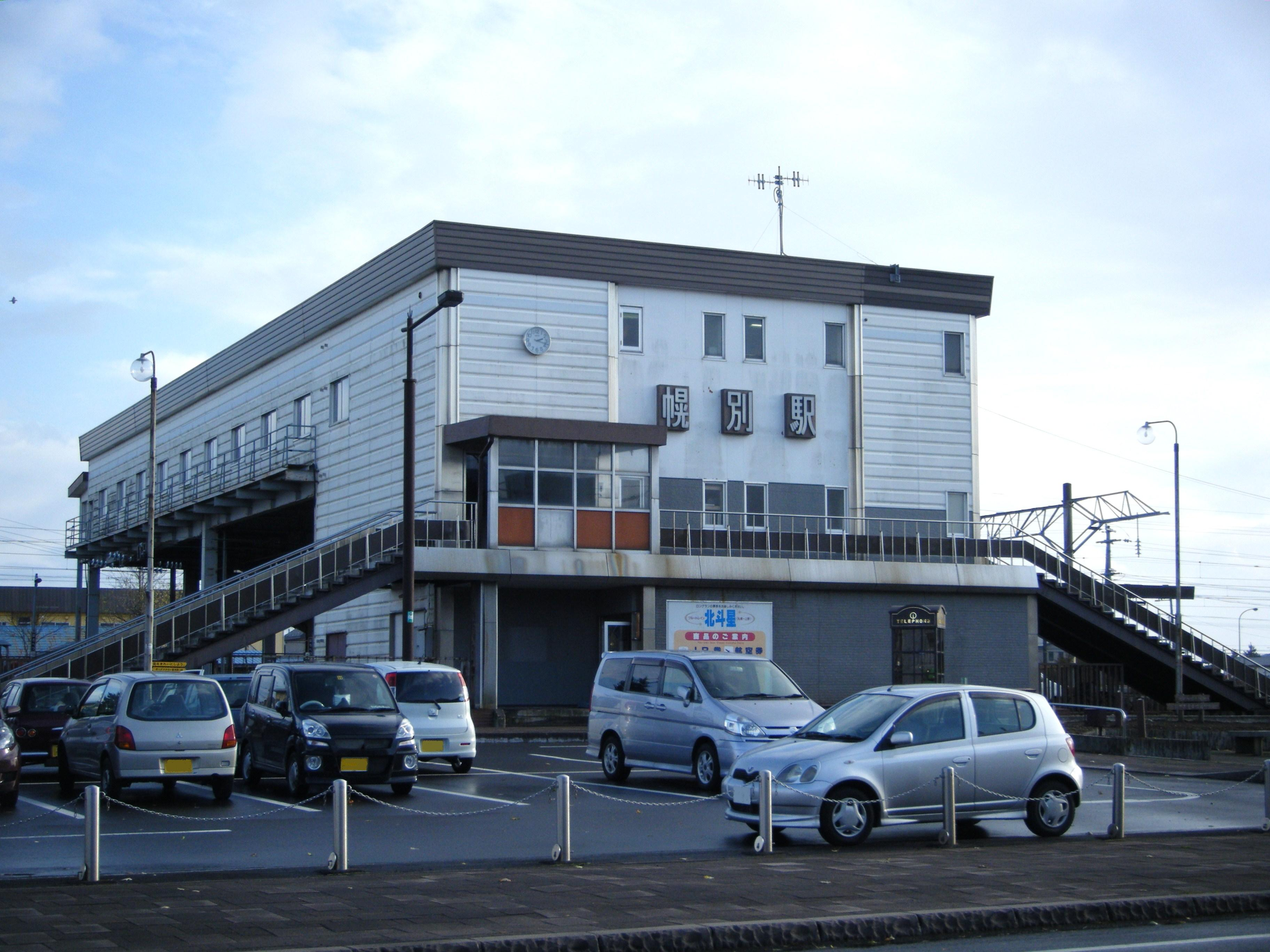
幌別駅西口
登別市役所への最寄駅

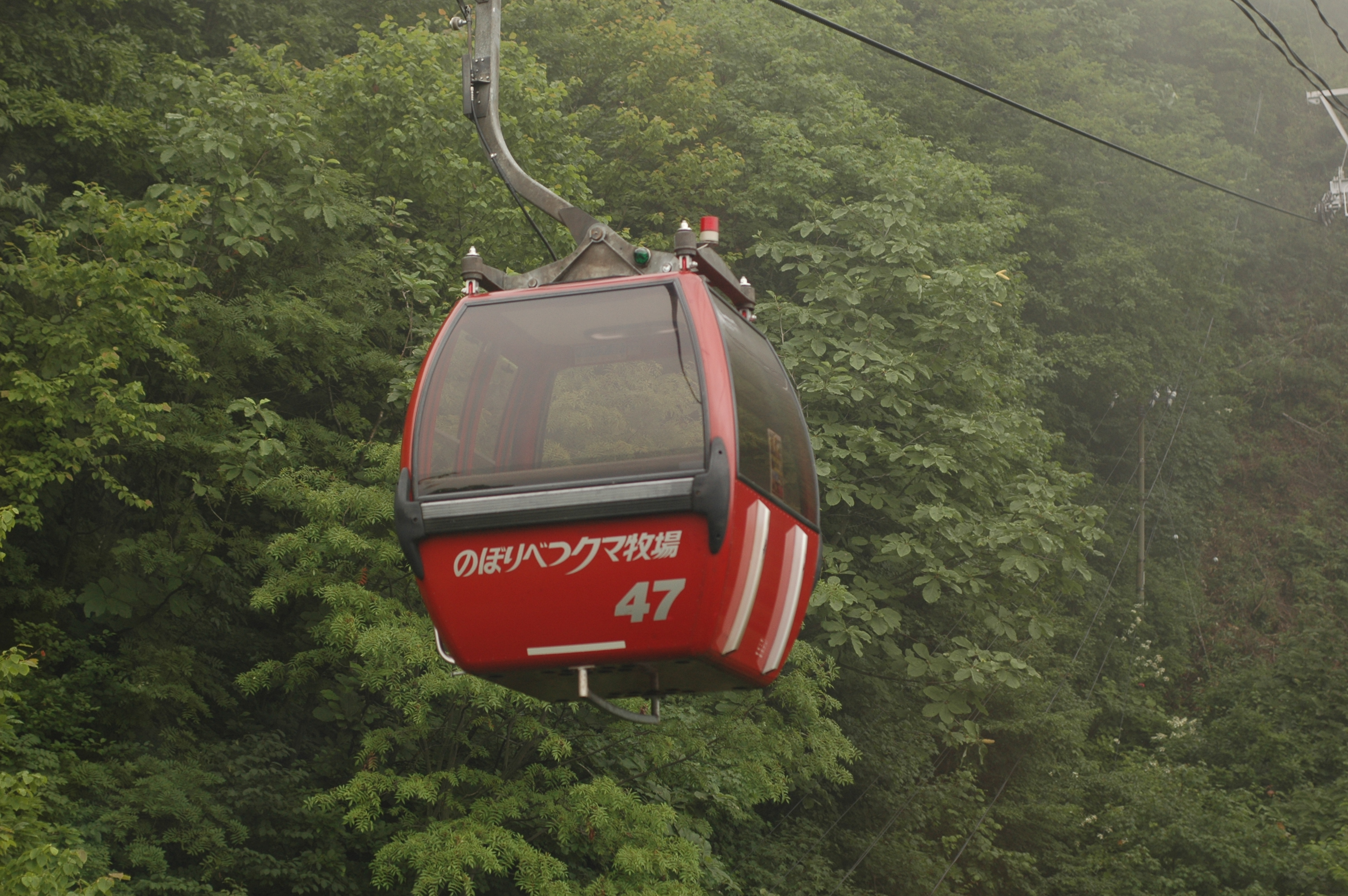
登別温泉ケーブル

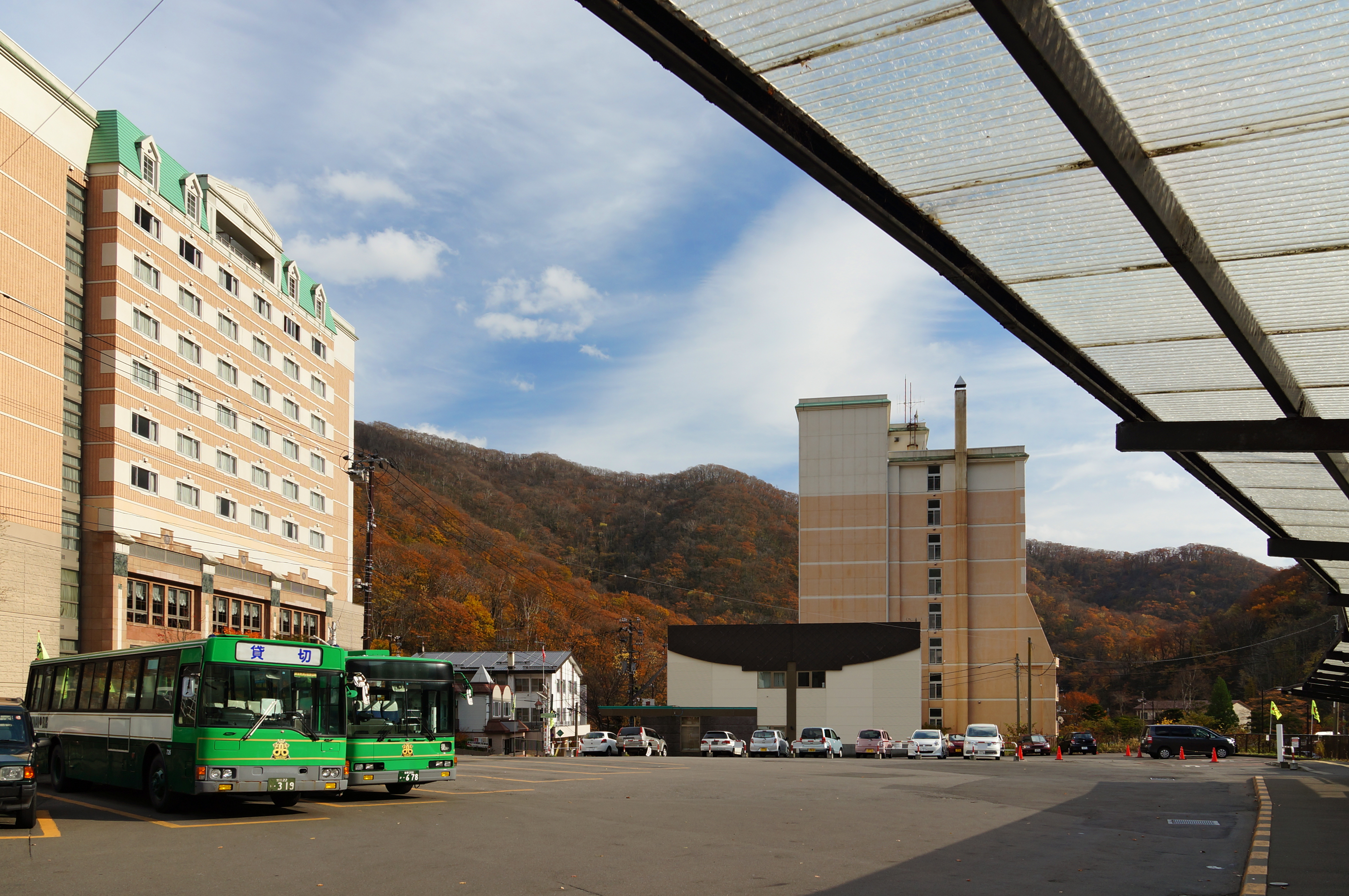
道南バス登別温泉ターミナル

### 鉄道
北海道旅客鉄道（JR北海道）
- 室蘭本線
  - 鷲別駅 - 幌別駅 - 富浦駅 - 登別駅

### 索道
- 登別温泉ケーブル（ロープウェイ）

### バス

#### 路線バス
- 道南バス（若山営業所を設置）
  - 市内線（登別・室蘭市内）
  - 郊外線（室蘭港、白老、苫小牧方面）

### 都市間バス
- 道南バス（洞爺湖温泉、新千歳空港、札幌方面）
- 北海道中央バス（札幌方面）

### タクシー
小型車初乗り運賃は550円。中型車初乗り運賃は570円（距離制）

### 道路

#### 高速道路
- 道央自動車道（北海道縦貫自動車道）：登別室蘭IC（登別室蘭IC以西は暫定2車線） - 富浦PA - 登別東IC

#### 国道
- 国道36号
  - 幌別バイパス

#### 道道
- 北海道道2号洞爺湖登別線
  - オロフレ峠
- 北海道道144号登別室蘭インター線
- 北海道道286号登別停車場線
- 北海道道327号弁景幌別線
- 北海道道350号倶多楽湖公園線
- 北海道道387号幌別停車場線
- 北海道道701号登別港線
- 北海道道782号上登別室蘭線

## 観光

### 文化財

#### 国指定
- 天然記念物
  - 登別原始林[10]

#### 市指定
- 文化財
  - 円空作観音像
  - 円空作聖観音像 - 観音山聖光院
  - 高村東雲作観音像 - 観音山聖光院
  - 日野愛憙の「明治2年以降片倉家北海道移住顛末」 - 登別市郷土資料館蔵
  - 黒澤家史料 - 登別市郷土資料館蔵
  - 幌別鉱山獅子舞 - 幌別鉱山獅子舞保存会
  - 札内神楽獅子舞 - 札内神楽獅子舞保存会
  - 登別化石林の炭化木（トドマツ）

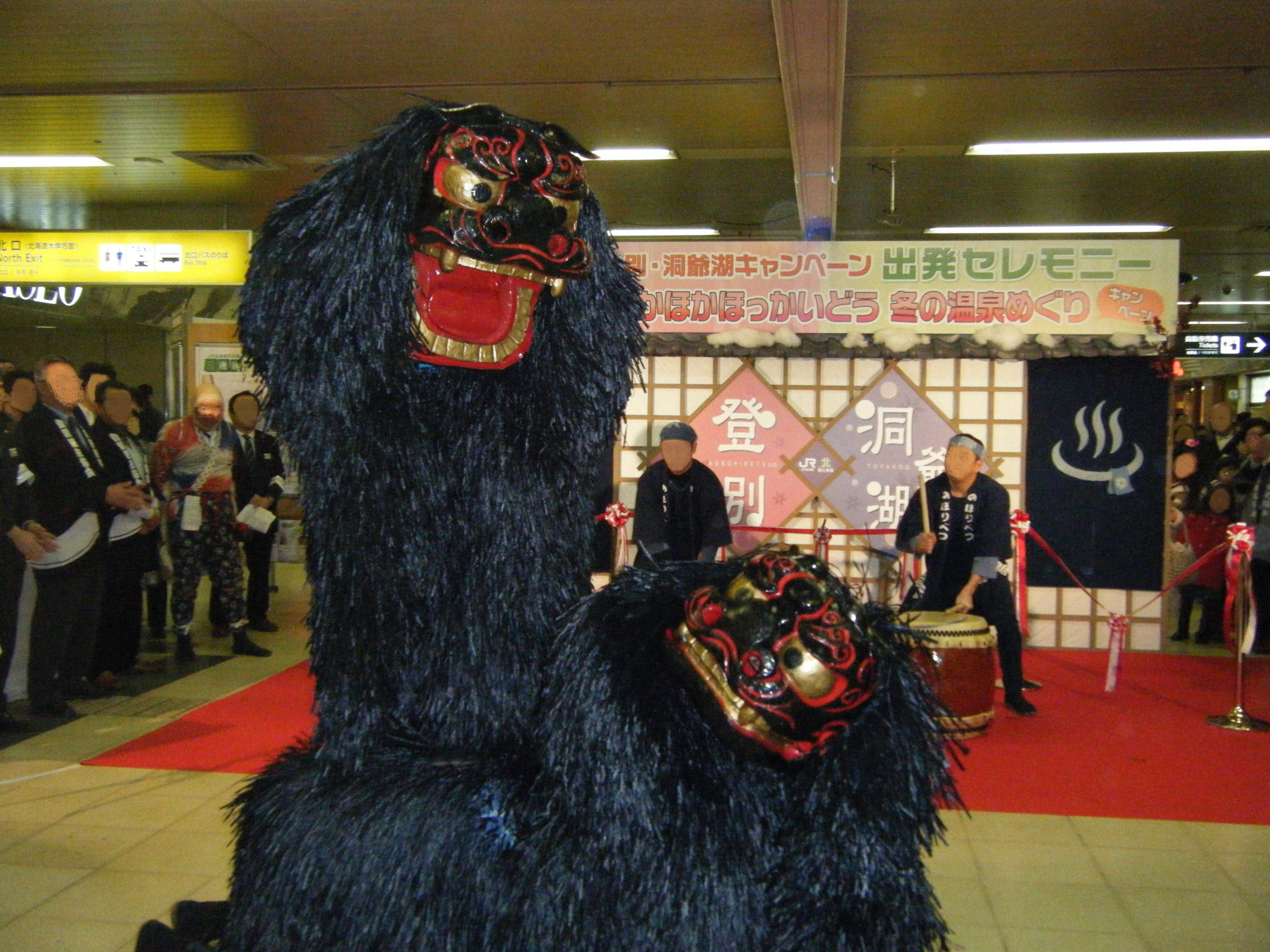
伝統舞踊の熊舞（2009年12月、札幌駅にて）

### 観光スポット
- 登別温泉
  - 地獄谷
  - 登別原始林
  - 奥の湯
  - 日和山
  - 大湯沼
  - 大正地獄
- のぼりべつクマ牧場
  - ユーカラの里
- 上登別温泉（新登別温泉）
- カルルス温泉
- カルルス温泉サンライバスキー場
- 登別カントリー倶楽部
- のぼりべつ文化交流館「カント・レラ」（冬季閉館）
- のぼりべつ酪農館
- 登別伊達時代村
- 登別マリンパークニクス
- 知里幸恵 銀のしずく記念館[37]
- 川又温泉（無人露天風呂）

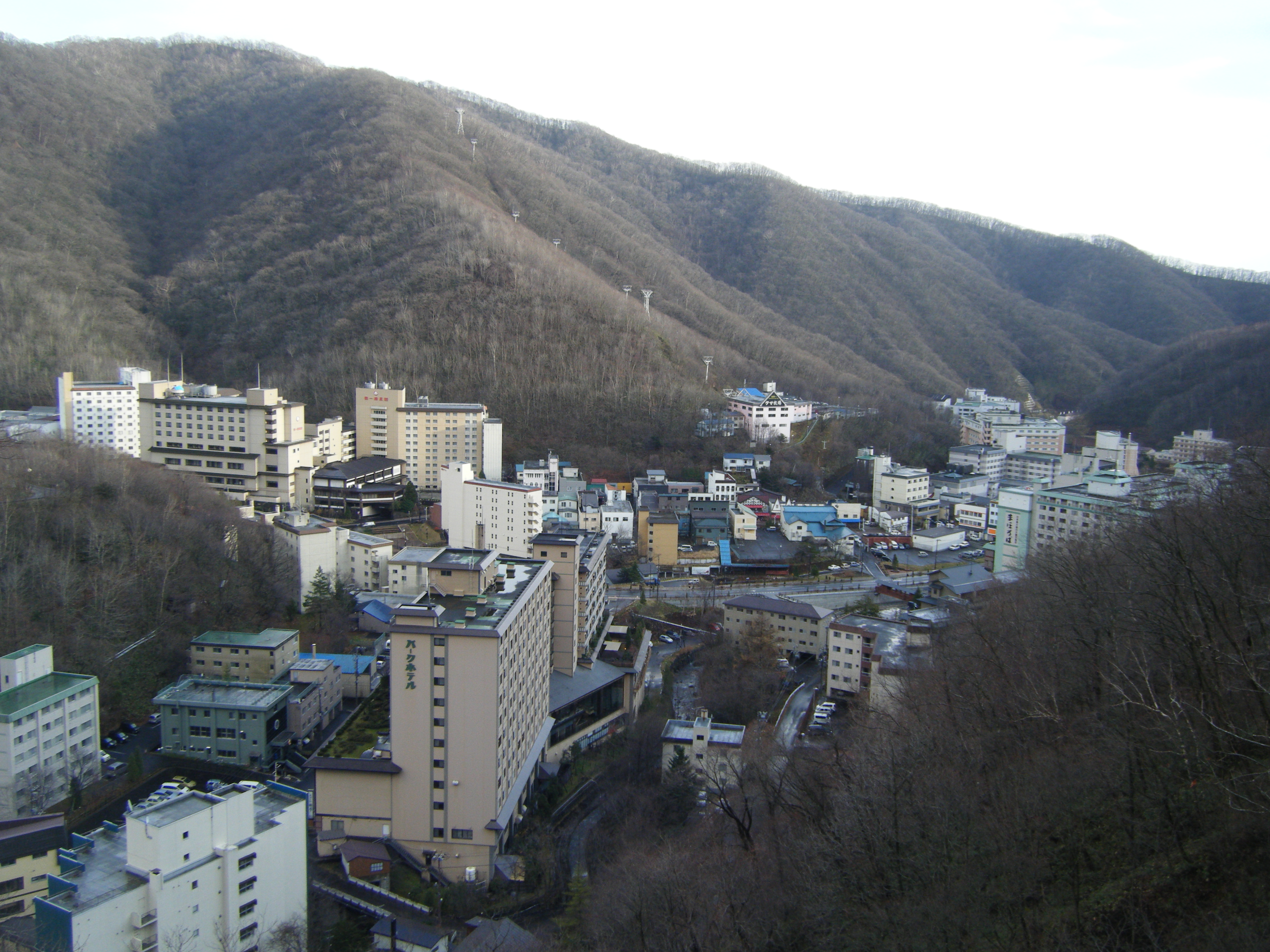
登別温泉街（2008年5月）
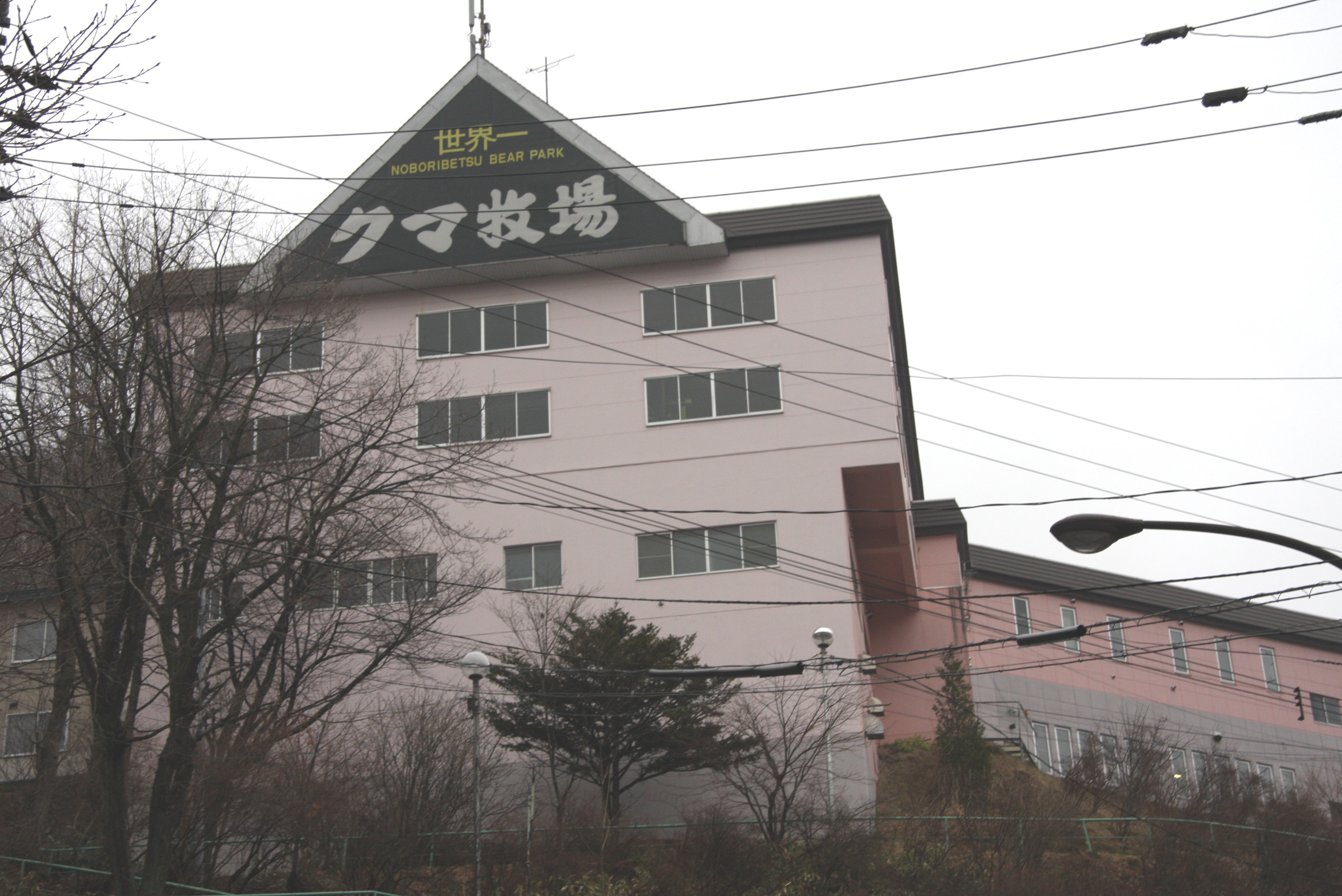
のぼりべつクマ牧場（2013年5月）
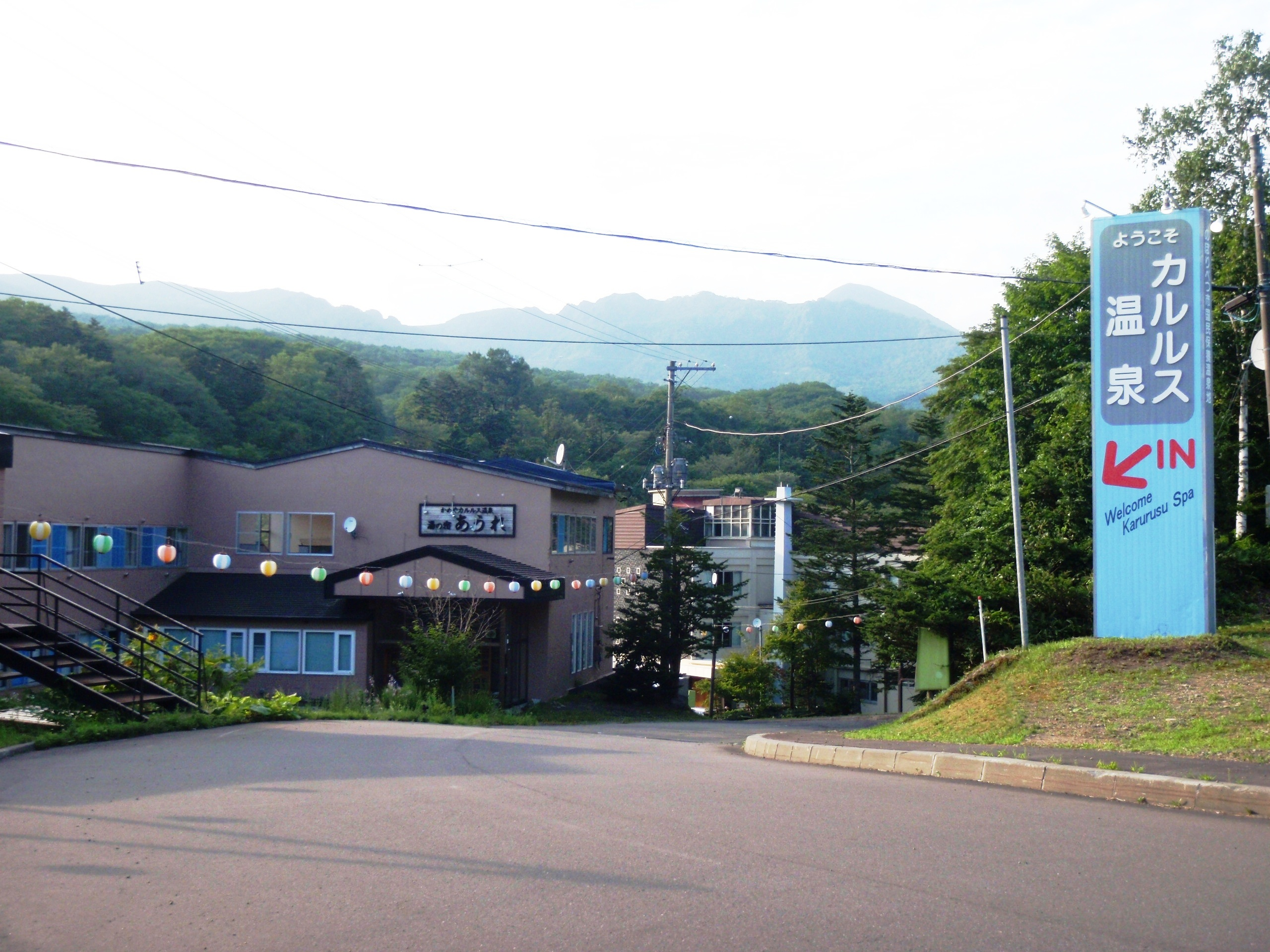
カルルス温泉入口（2011年8月）
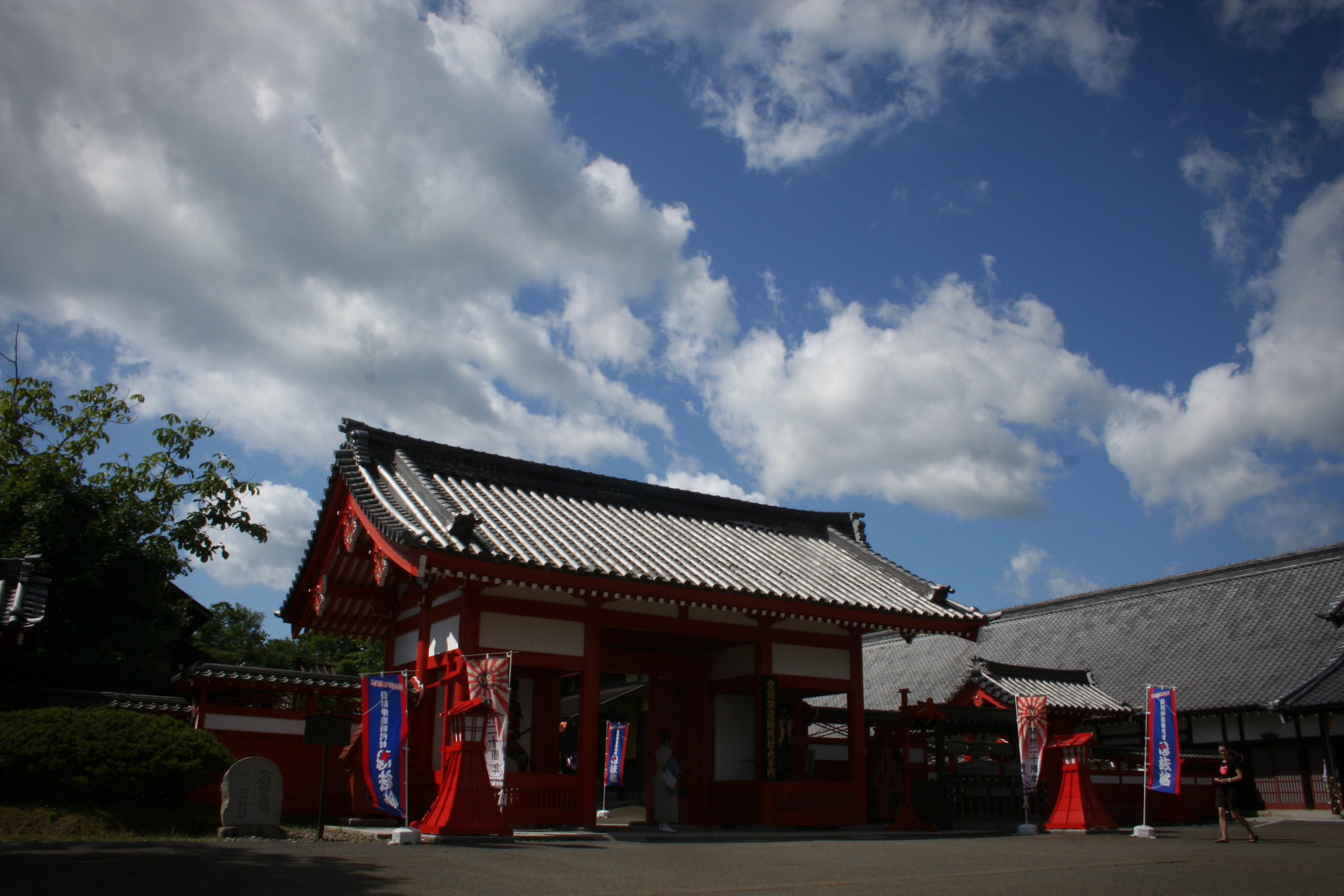
登別伊達時代村（2011年8月）
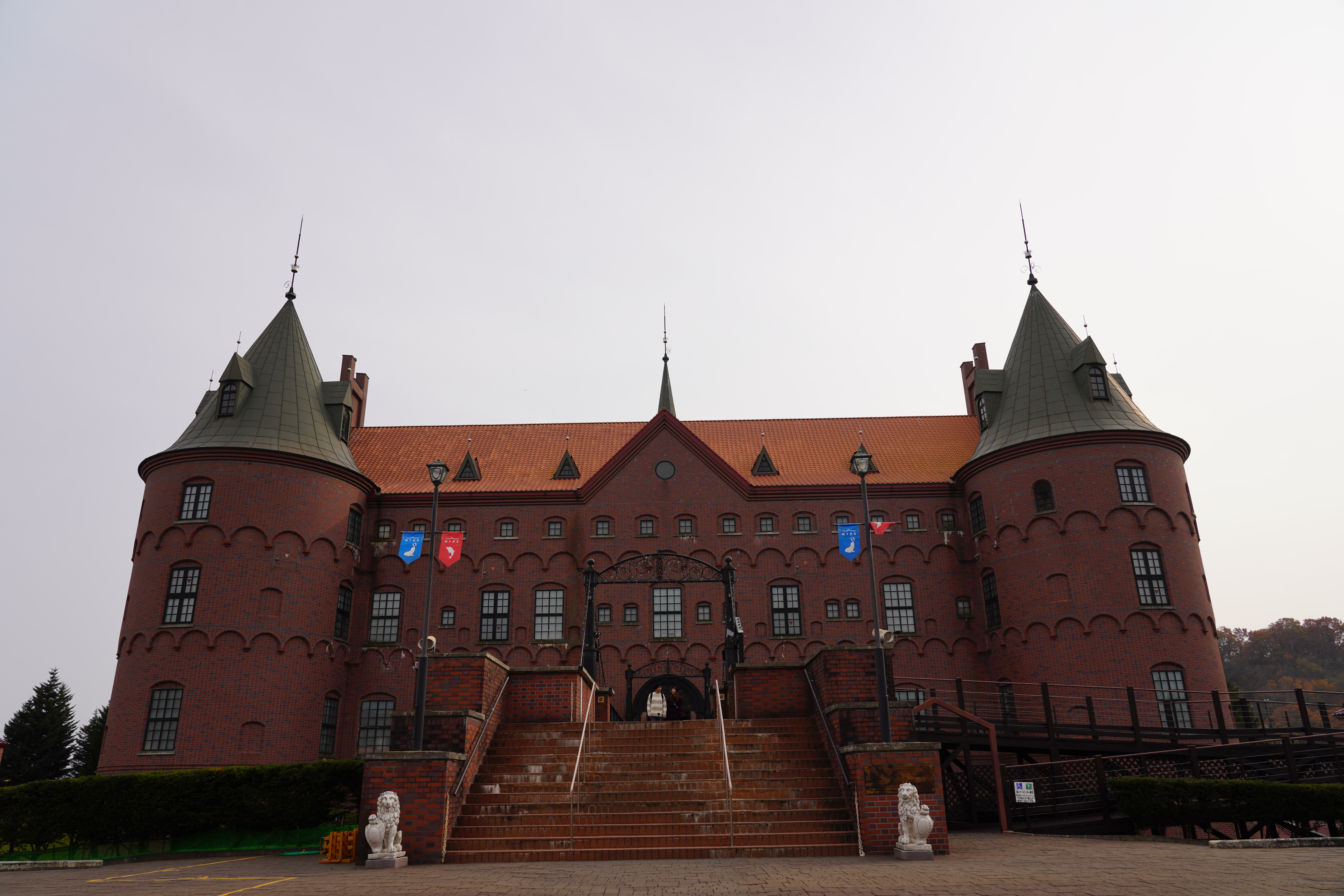
ニクス城（登別マリンパークニクス）（2018年11月）

## 文化･名物

### 祭事･催事
- 元旦縁起もちつき（元日）
- 登別温泉湯まつり（2月）
- カルルス温泉冬まつり（3月）
- 地獄の谷の鬼花火（6月から8月）
- 鷲別神社祭（6月）
- わくわく広場のぼりべつ（7月）
- のぼりべつ夏まつり（8月）
- 刈田神社例大祭（8月）
- 登別地獄まつり（8月）
- 登別漁港まつり（9月）（2018年から中止が続いている）

### 名産･特産
2009年（平成21年）に市内の特産品の信頼と知名度を高めることを目的とした「登別ブランド推進協議会」が発足した。
- 熊まんじゅう
- 木彫り民芸品
- わさび漬
- 文志郎の納豆
- らんぼっけのたらこ
- 登別閻魔らーめん
- 登別閻魔やきそば
- プレミアムビール 鬼伝説（地ビール）
- のぼりべつ牛乳
- のぼりべつ牛乳プリン
- 湯の香ひょうたん飴

## 登別市を舞台とした作品

### 音楽
歌
- ザ・ドリフターズ「いい湯だな ビバノン・ロック」（1968年）

### テレビドラマ
- 『美しきチャレンジャー』第13話（1971年）
- 『シークレット部隊』第8話（1972年）
- 『西部警察 PART-II』第26話、29話（1982年、1983年）
- 『さすらい刑事旅情編VI』（1993年）
- 『西遊記』（1994年）
- 『はるちゃん6』（2002年）
- 『プラチナタウン』（2012年）
- 『広域警察4』（2013年）
- 『北海道警事件ファイル 警部補 五条聖子3 登別室蘭殺人事件』（2015年）

### 映画
- 『男はつらいよ 翔んでる寅次郎』（1979年）
- 『さくらん』（2007年）

### 小説
- レイモンド・ベンソン『赤い刺青の男』（2002年）

### 漫画
- 荘司としお『サイクル野郎』

## 出身･関連著名人
50音順

### 出身著名人
- 相原コージ（漫画家）
- 石田壱城（書家）
- 大崎初音（プロ雀士）
- 金成喜蔵（実業家、愛隣学校創設者、幌別アイヌの長老）
- 金成太郎（愛隣学校教師、キリスト教伝道者。金成喜蔵の長男）
- 金成マツ（ユーカラ伝承者。金成喜蔵の義姪、金成太郎の従妹）
- 櫛引一紀（プロサッカー選手）
- 河野真幸（プロレスラー）
- 佐山俊二（コメディアン・俳優。中江良夫は兄）
- 住岡梨奈（シンガーソングライター）
- 知里真志保（言語学者）
- 知里幸恵（ユーカラ翻訳家。知里真志保の姉）
- 斗猛矢（プロレスラー）
- 豊岡豊（ジャズミュージシャン）
- 長嶋有（芥川賞作家）
- 那須川将大（プロサッカー選手）
- 成田貴志（元バレーボール選手）
- 鳴海伸一（版画家）
- 野口秀夫（実業家・野口観光社長）
- Non （歌手）
- 松木秀（歌人・川柳作家）
- 松木創（テレビディレクター）
- 横山むつみ（アイヌ文化伝承者、知里幸恵 銀のしずく記念館初代館長。知里幸恵・真志保の姪）
- 吉田兄弟（三味線奏者）
- 鷲谷修也（元野球選手）

### ゆかりのある人物
- 安倍なつみ（タレント・歌手）
- 滝本金蔵（登別温泉開発者。第一滝本館創業者[39]）
- バチェラー八重子（歌人・キリスト教伝道者）
- 日野愛憙（カルルス温泉発見者。日野久橘は養子）
- 日野久橘（カルルス温泉開発者。日野愛憙は養父）
- 矢野通（プロレスラー・登別市観光大使）
- 横山孝雄（漫画家。横山むつみの後夫）

## 参考資料
- 登別市史編纂委員会 編『市史 ふるさと登別』1985年。
- “NOBORIBETSU GUIDEBOOK きらり登別” (PDF).   登別市 (2009年). 2015年11月23日閲覧。